# Американский шубункин
Америка́нский шубу́нкин (вариетет США) — одна из искусственно культивированных декоративных пород аквариумной «золотой рыбки» (лат. Carassius gibelio forma auratus (Bloch, 1782)) шубункин.

## Этимология
Русское устойчивое наименование этой золотой рыбки происходит от западного варианта произношения. Однако, зачастую её не разделяют на самостоятельное наименование.

## Описание
Длина рыбки около 16 см. Соотношение высоты к длине тела — 3/8. По внешнему строению тела или окраске не отличается от «обычной» шубункин. Формой и размером плавников повторяет комету, имея раздвоенный горизонтально расположенный удлинённый хвостовой плавник. В США эту золотую рыбку рассматривают с позиции американской породной разновидности шубункина, однако в Европе и Азии — «ситцевой кометой». Все стандартные характеристики форм и размеров данной породы соответствуют стандартам кометы.

### Вариации
- Шубункин «Американская полночь» отличается тёмной окраской: по всему телу разбросана множественная сеть чёрных пятен и точек.[2]

## Условия содержания и размножения
Сюбунок содержат при:
- Жёсткость воды (gH) от 6 до 20°;
- Кислотность воды (pH) 5,0-8,0;
- Температура (t) 10-28 °C.

### Кормление
К кормам неприхотливы и всеядны: едят как живую, так и растительную пищу, а также сухие корма.

### Размножение
Половозрелость и возможность размножения наступает через год после вылупления мальков из икринок. Подготовка к нересту аналогична описанной для других карповидных: нерестовик обустраивается в центре 100—150 литрового аквариума с нерестовой решеткой, одним или двумя распылителями и пучком мелколиственных растений в центре. На одну самку 2-х самцов. Плодовитость от 2 до 10 тыс. икринок. Личинка выходит через 2 суток. На 5-й день мальки начинают плавать. Кормление мальков — коловраткой.
Для разведения:
- Показатели жёсткости воды (gH) 8-15°;
- Кислотность воды (pH) 7,0-8,0;
- Температура (t) 22-28 °C.

## В аквариумистике и прудовом хозяйстве
Рыбка подходит для содержания в холодноводном аквариуме с большим пространством для свободного плавания. Красива в оранжереях. Благодаря выносливости породы, её можно содержать в декоративном пруду на улице. Предпочитает сообщество себе подобных, яркий свет и обилие свободного пространства. При оформлении водоема рекомендуется использовать сыпучий мелкофракционный грунт, камни, коряги, живые или пластиковые растения, в том числе плавающие.